# 刺毛月光花
刺毛月光花（学名：Ipomoea pavonii）为旋花科番薯属的植物。分布在中国大陆的云南等地，生长于海拔1,000米至1,300米的地区，一般生长在密林下以及河谷干草坡灌丛，目前尚未由人工引种栽培。